# Rhabdoblatta luzonica
Rhabdoblatta luzonica är en kackerlacksart som först beskrevs av Bei-Bienko 1941.  Rhabdoblatta luzonica ingår i släktet Rhabdoblatta och familjen jättekackerlackor.
Artens utbredningsområde är Filippinerna. Inga underarter finns listade i Catalogue of Life.